# Карельский (посёлок)
Каре́льский — посёлок в Лоухском районе Республики Карелия. Входит в состав Малиновараккского сельского поселения.

## География
Посёлок находится на юго-западном берегу озера Перти.

## Население
| 2002 | 2009 | 2010 | 2013 |
| ---- | ---- | ---- | ---- |
| 13   | ↘9   | ↘4   | ↘3   |